# Polystichum craspedosorum
Polystichum craspedosorum är en träjonväxtart som först beskrevs av Carl Maximowicz, och fick sitt nu gällande namn av Friedrich Ludwig Diels. Polystichum craspedosorum ingår i släktet Polystichum och familjen Dryopteridaceae. Inga underarter finns listade.